# 7525 Kiyohira
7525 Kiyohira este un asteroid din centura principală de asteroizi.

## Descriere
7525 Kiyohira este un asteroid din centura principală de asteroizi. A fost descoperit pe 18 decembrie 1992 la Yakiimo de Akira Natori și Takeshi Urata. El prezintă o orbită caracterizată de o semiaxă mare de 2,29 ua, o excentricitate de 0,11 și o înclinație de 6,8° în raport cu ecliptica.